# ミナミイシガメ
ミナミイシガメ（南石亀、Mauremys mutica）は、カメ目イシガメ科イシガメ属に分類されるカメ。

## 分布
中華人民共和国南部（安徽省、雲南省、海南省、河南省、広東省、貴州省、江西省、浙江省、福建省、広西チワン族自治区、香港）、台湾、日本（八重山列島）、ベトナム
模式標本の産地（基準産地・タイプ産地・模式産地）は舟山島（浙江省）。

## 形態
最大甲長20.5センチメートル（おそらく基亜種とされるが亜種不明）。背甲は上から見ると卵形や楕円形。椎甲板にあまり発達しない筋状の盛り上がり（キール）があり、大型個体では背甲を後部を除いて不明瞭になる個体が多い。縁甲板は尖らず滑らか。種小名muticaは「滑らかな」の意。背甲の色彩は灰色や黄褐色、暗褐色。背甲と腹甲の継ぎ目（橋）は幅広い。
腹甲は大型でやや細長い。喉甲板はやや突出し、左右の喉甲板の間に浅い切れこみが入る。左右の肛甲板の間にはやや深い切れこみが入る。腹甲の色彩は黄色や黄褐色で、甲板ごとに黒や褐色の暗色斑が入るが不鮮明になる個体もいる。
頭部は中型。上顎の先端は凹む。眼の後部から頸部にかけて黄色く太い筋模様が入る。四肢は頑丈で、前面には瓦状に大型鱗が並ぶ。尾は太くて短く、やや扁平。四肢や尾の色彩は黄褐色や暗黄色。
幼体では椎甲板と肋甲板にキールがあり、後部縁甲板の外縁が弱く尖る。成長に伴い、キールや縁甲板の鋸歯は消失する。
オスはメスに比べると背甲が細長く甲高が低い。オスの成体は腹甲の中央部が明瞭に凹む。オスの成体は尾がより長く、尾をまっすぐに伸ばした状態では総排泄口全体が背甲の外側に位置する。幼体やメスの成体は尾をまっすぐに伸ばしても総排泄口の大部分が背甲よりも内側にある。

## 分類
形態やミトコンドリアDNAの塩基配列による分子系統学的解析などから、アンナンガメと単系統群を形成すると推定されている。そのため2種でCathaiemys属を構成する説もある。
以前は本種に対応した学名がM. nigricansとされることもあったが、M. nigricansの模式標本が本種ではなくカントンクサガメと判明したため現在の学名に変更された。
ホオスジイシガメM. iversoni（本種もしくはアンナンガメとミスジハコガメの雑種）やプリチャードイシガメM. prichardi（本種とクサガメの雑種）といった種間雑種が、誤って新種として記載されたこともある（これらの学名は抹消された）。
Mauremys mutica mutica　(Cantor, 1842)　タイリクイシガメ、ミナミイシガメ　Chinese yellow pond turtle
中華人民共和国（安徽省、雲南省、海南省、河南省、広東省、貴州省、江西省、浙江省、福建省、広西チワン族自治区）、台湾、香港、ベトナム北部。日本（大阪府、京都府、滋賀県）に移入。
最大甲長19.5センチメートルと最大亜種。雌雄であまり甲長は変わらない。背甲はややドーム状に盛りあがり、上から見ると細長い傾向がある。背甲の色彩は暗褐色や濃褐色。腹甲の暗色斑は大型かつ明瞭で、繋がり帯状になる個体が多い。
頭部の色彩は暗褐色。眼後部から鼓膜にかけて明黄色の明瞭な筋模様が入り、吻端から眼前部にかけても筋模様の入る個体がいる。
Mauremys mutica kami　Yasukawa, Ota & Iverson, 1996　ヤエヤマイシガメ、ヤエヤマミナミイシガメ　Yaeyama yellow pond turtle
日本（石垣島、西表島、波照間島、与那国島）固有亜種。阿嘉島、悪石島、沖縄島、久米島、座間味島、宮古島、印旛沼などに移入（基亜種が含まれる可能性もあり）。
模式産地は西表島（日本）。
最大甲長18.9センチメートル。メスよりもオスの方がやや大型になり、メスは最大でも甲長17.6センチメートル。背甲は扁平で、上から見ると幅広い傾向がある。背甲の色彩は黄褐色や明褐色。腹甲の暗色斑は小型かつ不明瞭で、繋がらない個体が多い。
頭部の色彩は灰褐色や黄褐色、淡褐色。側頭部の筋模様が不鮮明で消失する個体もおり、眼前部に筋模様が入らない。

## 生態
主に温暖湿潤気候の低地から丘陵にかけて（亜種ヤエヤマイシガメは主に平地）の流れの緩やかな河川や、池沼、湿原、用水路、水田などに生息し、底質が泥で水生植物の繁茂した水深がやや浅い止水域を好む。半水棲もしくはやや半陸棲。幼体は水棲傾向が強く、水場から離れることはほぼない。夜行性で、昼間は水中の泥や落ち葉の中などに潜って休む。曇りや雨天で気温の高い日は昼間にも活動することもある。
食性は雑食で、魚類、両生類の幼生、昆虫、小型甲殻類、ミミズ、植物の葉、藻類、果実などを食べる。成体は陸上でも水中でも採食を行い、水場から離れた陸上で採食を行うこともある。
繁殖形態は卵生。飼育下ではオスは水中でメスの上に乗り、四肢を甲羅に引っ掛けながら頚部に噛みついてメスの動きを止めて強引に交尾を迫った例がある。イシガメ科の水棲種はオスよりもメスの方が大型の種が多いが本種は雌雄で大きさがほぼ同じかオスの方が大型のため、メスに強引に交尾を迫る際に有利だと考えられている。日本では6-8月に水辺の地面が裸出したやや乾燥した場所に穴を掘って卵を産む。飼育下では1回に1-7個の卵を年に数回に分けて産んだ例がある。

## 人間との関係
道路建設や宅地開発・農地開発・護岸工事による生息地の破壊、生活排水による水質汚染、食用や薬用・ペット用の乱獲などにより生息数が激減している。2003年にワシントン条約附属書IIに掲載された。
亜種（基亜種）としてのミナミイシガメ（Mauremys mutica mutica）は、中国大陸、台湾、ベトナムに分布するとされ、日本の近畿地方にも移入された。近畿地方の個体群は1920 - 1930年代に台湾から移入された記録があること、形態が類似することから台湾産の個体に由来する可能性が高いとされる。
1983年6月1日に京都市は「京都盆地内に棲息している特異な分布を示す動物」として天然記念物に指定し、採集・飼育を厳しく制限した。当時から特異分布に関しては諸説あるとされていたが、京都の個体群であるとすれば開発等で絶滅することを避ける必要性があるとして保護に踏み切った。しかし、その後の学術研究で京都の個体群に形態的・遺伝的特異性はないとされ、人為的持ち込みによる外来種であることが確かとなり、2024年1月15日、京都市文化財保護審議会は指定解除を答申した。
M. m. kami ヤエヤマイシガメ
絶滅危惧II類 (VU)（環境省レッドリスト）
亜種ヤエヤマイシガメの亜種小名kamiは、八重山諸島の方言で「カメ」の意。
各地で逃亡・遺棄されたと思われる亜種ヤエヤマイシガメの発見例があり、在来種との交雑による遺伝子汚染が懸念されている。
ペットとして飼育されることもあり、日本にも輸入されている。主に亜種ヤエヤマイシガメの野生個体が流通する。基亜種の流通は少なく滋賀県産の野生個体が流通することもあるが、ワシントン条約附属書IIに掲載されてからは輸入がほぼ停止したため飼育下繁殖個体が少数流通する。水場を広く取ったアクアリウムで飼育される。野生では夜行性だが、飼育下では昼間にも活動する。餌付きやすい個体が多く、飼育下では配合飼料にも餌付く。産卵数が少ないが、飼育下繁殖例も少なくない。協調性が悪く他個体に噛みついたり、特にオスは雌雄、他種を問わず強引に交尾を迫るため基本的に単独で飼育する。